# Налоговая система Сейшельских Островов
Налоговая система Сейшельских Островов — система налогов и сборов, установленных на Сейшельских Островах, а также совокупность принципов, форм и методов их взимания. 
Особенностью сейшельской налоговой системы, как и в любой офшорной юрисдикции, является наличие двойных стандартов налогообложения: одни нормы действуют для налогоплательщиков, осуществляющих предпринимательскую деятельность внутри страны, другие — для офшорных компаний, действующих вне территории Сейшельских Островов. Государственным налоговым органом Сейшельских Островов является Комиссия по доходам.

## Налогообложение офшорных компаний
Офшорные компании, зарегистрированные на Сейшельских островах и не осуществляющие предпринимательскую деятельность на их территории, полностью освобождены от налогообложения и уплачивают лишь фиксированный ежегодный сбор. Размер этого фиксированного сбора непосредственно зависит от размера объявленного уставного капитала компании:
- при величине уставного капитала до 5 000 долларов США — 100 долларов в год,
- при величине уставного капитала от 5 000 до 50 000 долларов США — 300 долларов в год,
- при величине уставного капитала более 50 000 долларов США — 1 000 долларов в год.

## Характеристика налогов, установленных для лиц, действующих на территории Сейшельских Островов
- Налог на прибыль — уплачивается двумя способами: ежемесячно (Provisional Tax Monthly) в форме фиксированного авансового платежа или по итогам года «с вычетом на источнике» (Provisional Tax — Deduction at Source) (применяется в основном для налогообложения строительных компаний). По итогам года налог взимается по принципу Pay-as-you-earn (PAYE), исходя из оценки доходности.

Коммерческие компании, начавшие деятельность на территории Сейшельских островов, обязаны в течение 14 дней с даты фактического начала деятельности зарегистрироваться в Комиссия по доходам и ежегодно отчитываться о результатах своей предпринимательской деятельности.
- Налог с торгового импорта — взимается с товаров, ввозимых на Сейшельские острова, по дифференцированным ставкам в соответствии с Налоговыми Правилами 1987 года и Налоговыми тарифами от 1 декабря 2005 года.
- Налог на добавленную стоимость (Goods and Services Tax, GST) — объектом налогообложения является реализация на территории Сейшельских Островов импортных товаров, некоторых товаров местного производства (сигареты, алкоголь, мороженое и др.), некоторых профессиональных услуг (юридические, медицинские, бухгалтерские, инженерные и др.), некоторых услуг в сфере туризма (услуги гостиниц, ресторанов и кафе, прокат автомобилей, услуги водного спорта, дайвинг и др.), электроэнергии, воды, услуг связи, транспортных услуг (продажа билетов).

GST рассчитывается по различным ставкам, установленных Правилами взимания GST от 2003 года.